# Бойково (Запорожская область)
Бойково (укр. Бойкове) — село,
Самойловский сельский совет,
Новониколаевский район,
Запорожская область,
Украина.
Код КОАТУУ — 2323685202. Население по переписи 2001 года составляло 111 человек.

## Географическое положение
Село Бойково находится на расстоянии в 0,5 км от села Христофоровка (Покровский район) и в 2-х км от пгт Терноватое.
По селу протекает пересыхающий ручей с запрудой.
Рядом проходит железная дорога, станция Гайчур в 3-х км.

## Происхождение названия
На территории Украины 2 населённых пункта с названием Бойково.